# Forbidden Door (2024)
Pour les articles homonymes, voir Forbidden Door.
L'édition 2024 de Forbidden Door est un Pay-per-view de catch (lutte professionnelle) produit conjointement par les promotions américaine, All Elite Wrestling et japonaise, New Japan Pro-Wrestling. L'événement a eu lieu le 30 juin 2024 à la UBS Arena à Elmont (New York). Il s'agit de la 3e édition de Forbidden Door.

## Production
Le 4 février 2021, les compagnies de catch américaine et japonaise, All Elite Wrestling et New Japan Pro-Wrestling, décident de créer une relation collaborative.
Le 18 avril 2022, des rumeurs circulent qu'un événement organisé conjointement par les deux compagnies soit en cours de préparation. Deux jours plus tard à AEW Dynamite, le président de l'AEW, Tony Khan, présente le président de la NJPW, Takami Ohbari, et allait faire une annonce importante qui concerne les deux structures, mais Adam Cole, le catcheur de la compagnie américaine, annonce officiellement un PPV collaboratif des deux compagnies, Forbidden Door. 2 jours plus tard, il est annoncé que la première édition du PPV aura lieu le 26 juin à l'United Center à Chicago (Illinois).
Le 15 mars 2023, les deux compagnies annoncent que la seconde édition du PPV se tiendra le 25 juin au Scotiabank Arena à Toronto (Ontario), au Canada.
Le 11 avril 2024, elles annoncent que la troisième édition du PPV aura lieu le 30 juin à l'UBS Arena dans le hameau d'Elmont (Long Island), dans l'État de New York.

## Contexte
Les spectacles de la All Elite Wrestling (AEW) et la New Japan Pro-Wrestling (NJPW) sont constitués de matchs aux résultats prédéterminés par les scénaristes des deux compagnies. Ces rencontres sont justifiées par des storylines – une rivalité entre catcheurs, la plupart du temps – ou par des qualifications survenues dans les shows de la AEW et la NJPW. Tous les catcheurs possèdent un gimmick, c'est-à-dire qu'ils incarnent un personnage gentil (Face) ou méchant (Heel), qui évolue au fil des rencontres. Un événement comme Forbidden Door est donc un événement tournant pour les différentes storylines en cours.

## Tableau des matchs
| Ordre par numéros | Résultat | Stipulation(s) | Temps |
| --- | --- | --- | ----- |
| 1P | Kyle Fletcher bat Serpentico | Match simple | 3:10  |
| 2P | House of Black (Malakai Black et Brody King) battent The Conglomeration (Tomohiro Ishii et Kyle O'Reilly), Roderick Strong et Gabriel Kidd et Private Party (Zay et Quen)         | 4-Way Tag Team match | 8:35  |
| 3P | Willow Nightingale et Tam Nakano battent Kris Statlander et Momo Watanabe (avec Stokely Hathaway)                                                                                 | Tag Team match | 10:15 |
| 4P | Mariah May (avec "Timeless" Toni Storm et Luther) bat Saraya (avec Harley Cameron)                                                                                                | Match simple - 1er tour du tournoi pour la coupe Owen Hart féminin                                                         | 8:30  |
| 5P | The Lucha Brothers (Penta El Zero Miedo et Rey Fénix) et Místico (avec Alex Abrahantes) battent Los Ingobernables de Japon (Hiromu Takahashi, Titán et Yota Tsuji) par soumission | Trios match | 12:00 |
| 6 | MJF bat Hechicero | Match simple | 9:50  |
| 7 | The Elite (The Young Bucks (Matthew et Nicholas Jackson) et Kazuchika Okada) bat Scissor Ace (The Acclaimed (Anthony Bowens et Max Caster) et Hiroshi Tanahashi)                  | Trios match | 13:00 |
| 8 | Bryan Danielson bat Shingo Takagi par soumission | Match simple - 1er tour du tournoi pour la coupe Owen Hart masculin                                                        | 20:00 |
| 9 | "Timeless" Toni Storm (c) (avec Luther) bat Mina Shirakawa | Match simple pour le AEW Women's World Championship Mariah May était au bord du ring pour soutenir les deux participantes. | 11:40 |
| 10 | Zack Sabre Jr. bat Orange Cassidy | Match simple | 16:20 |
| 11 | Hook, Katsuyori Shibata et Samoa Joe battent The Learning Tree (Chris Jericho et Big Bill) et Jeff Cobb (avec Bryan Keith)                                                        | Trios match | 13:25 |
| 12 | Jack Perry bat Konosuke Takeshita, Mark Briscoe, Dante Martin, Lio Rush et El Phantasmo                                                                                           | Ladder match pour le AEW TNT Championship vacant                                                                           | 16:55 |
| 13 | Mercedes Moné (c) bat Stephanie Vaquer (c) | Winner Takes All match pour les AEW TBS Championship et Strong Women's Championship                                        | 17:00 |
| 14 | Tetsuya Naitō bat Jon Moxley (c) | Match simple pour le IWGP World Heavyweight Championship                                                                   | 17:05 |
| 15 | Swerve Strickland (c) (avec Prince Nana) bat Will Ospreay | Match simple pour le AEW World Championship                                                                                | 27:05 |
| La lettre C placée entre parenthèses désigne la personne ou l’équipe championne en titre. P – indique que le match a eu lieu lors du pré-show | | |       |